# Stanislau Chadovich
Stanislau Chadovich –en bielorruso, Станіслаў Чадовіч– (24 de agosto de 1992) es un deportista bielorruso que compitió en halterofilia. Ganó una medalla de plata en el Campeonato Europeo de Halterofilia de 2014, en la categoría de 62 kg.

## Palmarés internacional
| Campeonato Europeo | Campeonato Europeo | Campeonato Europeo | Campeonato Europeo |
| Año                | Lugar              | Medalla            | Categoría          |
| ------------------ | ------------------ | ------------------ | ------------------ |
| 2014               | Tel Aviv (Israel)  | Medalla de plata   | 62 kg              |